# Electronico
Electronico é um álbum de remixes da banda Madredeus, lançado em 2002. Atingiu a certificação de Disco de Ouro, por vendas superiores a 20 mil cópias em Portugal.
Este é um disco remisturado por diversos produtores, músicos e DJs de diversos pontos do mundo. Entre eles estão Craig Armstrong, Télépopmusik, Banzai Republic, Sunday Best e ainda Ralph Myerz.

## Faixas
1. "Haja O Que Houver" [Lux Mix] - 5:08
2. "Vem (Além de Toda a Solidão)" [Alpha Remix] - 3:13
3. "Ecos Na Catedral" [Sunday Best Remix] - 4:13
4. "O Paraíso" [Afro Buscemi Mix] - 5:32
5. "O Mar" [Moana Maru Remix] - 7:33
6. "O Sonho" - 5:32
7. "A Lira/Solidão No Oceano" [Afterlife Mix] - 5:32
8. "A Andorinha da Primavera" - 5:37
9. "Oxalá" [Telepopmix] - 5:18
10. "Ao Longe O Mar" [Astro Reflect e Chill Mix] - 8:13
11. "Ainda Insect" [Harmonic Mix] - 6:49
12. "Anseio (Fuga Apressada) - Anseio 2" [Craig Armstrong Remix] - 4:38
13. "Guitarra" [Manitoba Remix] - 8:04